# ژان-پاسکال باراک
ژان-پاسکال باراک (فرانسوی: Jean-Pascal Barraque‎؛ زادهٔ ۲۴ آوریل ۱۹۹۱) بازیکن راگبی ۱۵ نفره اهل فرانسه است.
وی در مسابقات کشوری و بین‌المللی در مجموع برندهٔ ۱ مدال طلا شده است.